# Highwood (Hampshire)
Highwood – wieś w Anglii, w hrabstwie Hampshire, w dystrykcie New Forest. Leży 35 km na południowy zachód od miasta Winchester i 135 km na południowy zachód od Londynu.